# 1951 في الفلبين
فيما يلي قوائم الأحداث التي وقعت خلال عام 1951 في الفلبين.

## سياسة

### تعيين في المنصب
- 30 ديسمبر – خوسي لوريل عضو مجلس الشيوخ الفلبيني ‏.

## مواليد

### فبراير
- 18 فبراير – إيزابل برييسلر
- 28 فبراير – أوسكار مورينو سياسي فلبيني.

### مارس
- 10 مارس – غلوريا دياز ممثلة فلبينية.

### مايو
- 26 مايو – بوجس أدورنادو

### يونيو
- 4 يونيو – فرانسيس أرنايز لاعب كرة سلة فلبيني.

### أغسطس
- 30 أغسطس – جيم باريديس موسيقي فلبيني.

### سبتمبر
- 29 سبتمبر – مايك إنريكيز صحفي فلبيني.

### أكتوبر
- 8 أكتوبر – جيمي سانتوس
- 15 أكتوبر – أتوي كو لاعب كرة سلة فلبيني.

### نوفمبر
- 4 نوفمبر – يوجينيو توري لاعب شطرنج فلبيني.
- 8 نوفمبر – باسيل فالديز مغني فلبيني.

### ديسمبر
- 22 ديسمبر – جوي لينا سياسي فلبيني.

## وفيات

### أكتوبر
- 25 أكتوبر – مارينا ديزون (مواليد 1875)